# Menoitios (Sohn des Aktor)
Menoitios (altgriechisch Μενοίτιος Menoítios, deutsch ‚zerstörte Stärke‘, latinisiert Menoetius) ist in der griechischen Mythologie ein Sohn des Aktor und der Aigina und wohnt im lokrischen Opus. Er ist der Vater des Patroklos, des Gefährten des Achilleus.
Menoitios nimmt an der Argonautenfahrt teil. Er ist ein Freund des Herakles und begründet dessen Kult in Opus.